# Nõmme (Lääne-Saare)
Nõmme – wieś w Estonii, w prowincji Saare, w gminie Kaarma. Pod koniec 2004 roku wieś zamieszkiwało 17 osób.